# Le Roi des montagnes (film, 1964)
Pour plus de détails, voir Fiche technique et Distribution.
Le Roi des montagnes est un film français réalisé par Willy Rozier, tourné en 1962 et sorti en 1964.

## Synopsis
Un jeune botaniste, une Anglaise et sa fille sont prisonniers d'un groupe de bandits opérant dans les montagnes d'Albanie. Une rançon est exigée. La capture de la fille du chef de bande permet toutefois de faire évoluer la situation vers une issue heureuse.

## Fiche technique
- Titre : Le Roi des montagnes
- Titre alternatif : Le Voleur de femmes
- Réalisation : Willy Rozier
- Scénario : Willy Rozier, d'après le roman d'Edmond About
- Dialogue : Xavier Vallier (pseudonyme de Willy Rozier)
- Photographie : Michel Rocca
- Montage : Madeleine Crétolle
- Musique : Jean Yatove
- Son : Georges Vaglio
- Directeur de production : Yvonne Toumayeff
- Société de production : Sport Films
- Pays d'origine :  France
- Format : Noir et blanc — 35 mm — 1,37:1 — Son : Mono
- Genre : Comédie
- Durée : 94 minutes (1 h 34)
- Date de sortie : France - 2 septembre 1964

## Distribution
- Félix Marten : Le Capitaine Pericles, filleul de Stavros
- Lucile Saint-Simon : Mary-Ann
- Claude Rollet : Casimir Dupont
- Alexandre Rignault : Hadj Stavros, le roi des montagnes
- Jean Lefebvre : Basile, l'homme de main de Stavros
- Suzet Maïs : Mme Simons, la mère de Mary-Ann
- Robert Berri
- Jean Droze : Dimitri
- Noële Noblecourt : Mademoiselle Fotini
- Fernand Rauzena
- Henry Houry
- Albert Simono
- Suzet Maïs
- Robert Chevrigny
- Philippe Andrey